# Natalia Kowalska (szachistka)
Natalia Kowalska (ur. 1918 w Warszawie) – polska szachistka, uczestniczka mistrzostw świata kobiet w szachach w 1935

## Biografia
w 1935 uczestniczyła w pierwszym finale mistrzostw Polski, w których zajęła 5. miejsce.
Brała również udział w warszawskich mistrzostwa świata w szachach w 1935, gdzie zajęła 9. miejsce